# Prionostemma aureomaculatum
Prionostemma aureomaculatum is een hooiwagen uit de familie Sclerosomatidae.